# یاسوکند
یاسوکَند شهری در بخش کرانی شهرستان بیجار و مرکز بخش کرانی است. این شهر مرکز اداری، ارتباطی، سیاسی، بازرگانی، اقتصادی و فرهنگی بخش کرانی بشمار می‌رود و با افزایش معادن منطقه، یاسوکند به قطب معدنی در غرب کشور تبدیل شده‌است و بزرگ‌ترین معدن روباز خاورمیانه یعنی صبانور در اینجا واقع شده‌است و این معادن باعث پیشرفت روزافزون این شهر می‌شوند و افزایش جمعیت شدیدی در حال وقوع هست. شهر یاسوکَند ۱۷۹ هکتار وسعت دارد. این شهر در حدود هفتاد کیلومتری شمال شهر بیجار قرار گرفته و با بیجار ۶۵ کیلومتر فاصله و همچنین با زنجان ۱۰۰ کیلومتر فاصله دارد. فاصله آن از جاده بیجار - زنجان حدود ۱۸ کیلومتر است. شهر یاسوکند بعد از بیجار دومین شهر بزرگ شهرستان بیجار بشمار می‌رود. ساکنان یاسوکَند به زبان  ترکی آذربایجانی با لهجه یاسوکندی سخن می‌گویند.
یاسوکند در طول تاریخ خود با فراز و فرودهای بسیاری روبرو بوده‌است. در تاریخ این شهر، اِشغال توسط بیگانگان و حوادث طبیعی از جمله زمین لرزه‌های مهلک را تجربه کرده‌است. سنگ بنای یاسوکَند کنونی به دوران زندیان بازمی‌گردد.

## نام
شهر یاسوکند (کرّانی) دارای عظمت و موقعیت تجاری و اقتصادی بالایی بوده‌است. همچنین این شهر دارای کوره‌های چینی، سفالی و آجرپزی بوده و قلعه ای به نام قلعه تپه که در کنار شهر و بالای رودی به نام کران چایی واقع شده که در زمان گذشته داستان‌هایی دربارهٔ این قلعه به جوانان و نوجوانان گفته می‌شد، و این قلعه که گویا مرکز حفاظت از شهر بوده هم‌اکنون در زیر خاک مدفون است؛ و اما چرا و چگونه شهر کرّانی مخروبه شده مدارکی در دست نیست و آنچه که به ظاهر نشانگر قدمت یاسوکند کنونی است زبان به زبان شنیده می‌شود که پس از خرابی شهر کرّانی که به احتمال زیاد در اثر زلزله بوده اکثر مردم و زندگی شان در زیر خاک مدفون شده و کسانی که زنده مانده‌اند به ناچار به قسمت کنونی، یعنی در جنوب شرقی کنار رودخانه یاسوکند که با مسجد جامع فاصله کمی دارد کوچ و هریک خانه ای که تعدادی از آن‌ها هنوز هم وجود دارد و در مسیر کمربندی شهر قرار گرفته‌اند احداث می‌نمایند و از اینکه در کنار رودخانه پرآبی قرار داشته‌اند و تمام حومه دارای باغات پرآب بوده نام محل سکونت خود را یاسکند می‌نامند؛ لذا زمانی که مرحوم حسنعلی خان امیرنظام گروسی مالکیت یاسوکند را به دست می‌آورد ساکنین به احترام او یاسکند را به نام حسن‌آباد تغییر داده و تعدادی نیز به تغییر نام اعتراض می‌نمایند و در نتیجه با توافقات صلح طلبان اظهار می دارندکه:چه فرقی دارد حسن‌آباد یا یاسکند و این جمله در بین مردم آن زمان روال عادی پیدا می‌کند و به مرور مبدل به حسن آبادیاسوکند می‌گردد. مرحوم امیرنظام در قسمت شمال حسن‌آباد یاسوکند محلی را به عنوان قلعه احداث می‌نماید که در کنار حمام قدیمی مربوط به زمان اواسط قاجاریه احداث شده می‌باشد. سپس در میان جاده روستای قیطاس چندین چشمه قنات (کهریز) حفر می‌نماید و در مسیر آن چهارباغ یاسوکند را که حدود پنجاه هکتار بود با خیابان‌های متعدد و زیبا و میوه‌های بسیار و گل‌های محمدی به ردیف قطاری در وسط چهارباغ به شکلی که چهار باغ را به چهار قسمت تقسیم می‌کرد کاشته بودند و جلوه بسیار ارزنده ای به چهار باغ داده بود. سپس در تاریخ سال ۱۳۰۰ قمری کاروانسرای جنب مسجد جامع مرحوم کربلایی آقا محمد توسط مرحوم حاج محمد جد راسخی‌ها یاسوکندکه نمایندگی مرحوم امیر نظام را داشته با بیست دهنه مغازه احداث و کتیبه ای در ان به دیوار کاروانسرا نصب می‌نماید و پایه تجاری شهر را در آن منعکس نموده‌است و در آن کتیبه اشعاری نوشته شده که ذیلاً معروض می‌گردد:
سپاس فراوان کنم من مدام •••••••••• بود صاحب ملک امیر نظام
امینش بود نامدار اسم او •••••••••• نهاد این بنا را به سعی تمام
پس از این مباشر شد این امر را •••••••••• رئیس جوانمرد نیکو کلام

## وضعیت طبیعی

### جغرافیا
شهر یاسوکند در دامنه جنوب غربی کوه ۳۳۳۳ متری شان شئن (اسلام‌آباد کنونی) قرار گرفته و از این دامنه ارتفاعی ۳ رشته رودخانه سرچشمه می‌گیرد. یکی از قسمت شمال شرقی از بین روستاهای آزادویس علیا و سفلی شروع و به طرف دهستان گرگین سرازیر و سپس به رودخانه قجور و از آنجا به قزل اوزن وارد می‌شود. دوم مستقیم از کوه مذکور به طرف روستای مخروبه به نام کُهلی به طرف یاسوکند وار قسمت شمالی چهارباغ، سپس به رودخانه روستای قیطاس که از دامنه شمال غربی شاه نشین سرچشمه دارد ادغام و ادامه آن از قسمت فوق از کنار غربی شهر یاسوکند به نام قلعه چایی که متصل به حمام قدیمی (دوره اواسط قاجار است) عبور و در فاصله حدوداً چهارصد متری به رودخانه محمدآباد (چالاب) که رود اصلی این منطقه که امتداد آن از محلی به نام جن درسی می‌باشد از انتهای قلعه چایی که مشرف و متصل به شهر یاسوکند و قربی به مرکز کرانی باستانی با فاصله ۲۰۰ متر و به شهر یاسوکند ۱۵۰ متر می‌باشد وارد می‌شود و از اول این رودخانه تا انتهای آن محلی به نام آشاقی کند ۱۲ بند آب برای آبیاری باغات و مزارع در مسیر گرفته می‌شود.
به طورکلی هر ۳ رودخانه در این قسمت مستقیم به رودخانه گئوی اوزن وارد و ادغام می‌شود. توضیح این که از روستای چالاب (محمدآباد) تا آشاقی کند که از شمال غربی یاسوکند را دور می‌زند حدود ۱۴ کیلومتر در این مسیر جنگل و باغات و محله‌های بسیار دیدنی و زیبایی دارد که نام‌های آن‌ها بدین شرح می‌باشد:۱-چالاب دوزی ۲-قالالان ۳-چپ دره ۴-گلی بلاغ ۵-استخر کربلایی محمود ۶-دورقیه ۷-مروتعلی دوزی ۸-قیه لی دره ۹-ممن چمانی (چمن محمد علی محمودخانی) ۱۰-قوش یاتاقی ۱۱-یانداخلو ۱۲-آشاقی کند ۱۳-قوری دره ۱۴-کول یری ۱۵-مزارع بورخانجی است؛ و موقعیت مرزی این شهر با روستاهای تابعه به شرح زیر است:۱-از شمال روستای اسلام‌آباد (شاهنشین) ۲- آزادویس علیا و سفلی ۳- قیطاس _ ۴- از شمال غرب به روستای چالاب ۵-بوستان دره ۶-رستم کندی ۷-ینگی آباد ۸-نورمحمد کندی ۹-شیخ بشارت.
در محدوده این شهر ده‌ها کهریز (قنات). مزرعه شخصی و چشمه‌های آب وجود دارد که در این‌جا به تعدادی از آن‌ها اشاره می‌شود:۱-لالا کهریزی ۲-نگارستان ۳-کهریز کربلایی یحیی۴-مزرعه حاج نصرت پرویزی ۵-کهریز سید حسین ۶-کهریز کربلایی نوروز ۷-نوری کهریزی ۸-قره دره عالی ۹-عیوض کهریزی ۱۰-قره آقاج ۱۱-مزرعه رضا علی سرخی ۱۲-سوتّلی ۱۳-کهریز مشهدی آقاجان ۱۴-مزرعه کُهلی ۱۵-مزرعه کوره کندی ۱۶-شورجه بالا و شورجه پایین و سایر مزارع.
و اما رودخانه دیگری یکی از شمال غربی به فاصله حدود ۲۵ کیلومتری یاسوکند از کوه‌های معدن روستای شهرک بین فاصله مرز روستاهای زنجان و گروس از ابتدای روستای قوزی جاق به طرف روستای شهرک ۲-قره کند ۳-کورکوره ۴-سیفعلی کندی و روستای نوشاد می‌ریزد و این سلسه رودها نیز در ۵ کیلومتری یاسوکند به رودخانه گوی اوزن وارد می‌شود.
رود پنجم از روستای آقبلاغ (مرکز دهستان طغامین) و چطاق-گل تپه سرچشمه دارد و از روستای اوچ گنبد و داداش کندی عبور نموده و در روستای خرابهٔ کنگرلو بر رود گاو زن وارد می‌شود. رود ششم از روستاهای کوتانلر در حدود ۳۰ کیلومتری یاسوکند از طرف شهرستان تکاب شروع و از طریق روستای قزل بلاغ و جعفرآباد قسمتی از روستای کچه گنبد به همین رود وارد می‌شود و از طریق روستای خوش مقام-علی‌آباد و از طرف شرق رود قاوشق به هم متصل و از طریق دربند روستای قمچوقا گذر نموده به روستای آلپهوت-روستای ولی بیک-خرابه چهل ارخ-سید حسین و از روستای مرادی در مقابل روستای جیران با رود گاوزن یکی شده و از جلوی روستای هشتاد جفت و مقانلو به رود قزل اوزن وارد می‌شود.

## مردم

### زبان
زبان مردم شهر یاسوکند ترکی آذربایجانی است.

#### جمعیت
جمعیت یاسوکند در سال ۱۳۹۵ خورشیدی بالغ بر ۴٬۷۴۶ نفر و ۱٬۵۶۷ خانوار بوده‌است، که از این جهت دومین شهر پرجمعیت شهرستان به‌شمار می‌رود.

##### مشاهیر
- محمدباقر آقامیری
- بیت الله عباسپور
- فرحناز کریمی

## کشاورزی
شغل بیشتر اهالی شهر یاسوکند کشاورزی و دامداری است. گندم و جو بیشترین محصولات کشاورزی این شهر را تشکیل می‌دهند. مهم‌ترین میوه‌های باغات شهر یاسوکند شامل:انگور، زردآلو، گیلاس، هلو، سیب و … است که البته مهم‌ترین آنها انگور یاسوکند می‌باشد که زبانزد خاص و عام است. انواع انگور تولید شده در شهر یاسوکند از لحاظ کیفیت در رتبه‌های ممتاز نمونه‌های داخلی قرار دارد بگونه ای که طعم انگور این منطقه در مقایسه با مناطق دیگر در مقامی بالاتر است. باغهای زیبای تاک به منزله کمربندی در اطراف شهر پراکنده‌اند که در فصول برداشت انگور چهره زیبایی به شهر می‌بخشد.
شهریور ماه هر سال گردهمایی تحت عنوان جشنواره انگور در شهر یاسوکند با حضور مسئولین استان و شهرستان همچنین اهالی و باغداران برگزار می‌شود.

## اماکن تاریخی
شهر یاسوکند دارای تاریخ طولانی و پر فراز و نشیب است به همین دلیل در این شهر و روستاهای اطراف شاهد بناهای تاریخی شامل: امام زاده، برج‌های تاریخی، حمام‌های قدیمی، قلعه‌های باستانی و… می‌باشد که در زیر به تعدادی از این اماکن تاریخی اشاره می‌شود:

۱_امام زاده عقیل یاسوکند:این بنا مربوط به دوره سلجوقیان می‌باشد که در تاریخ ۱۳۷۶/۷/۱۲ به نامه شماره ۳/۲۹۸۱۰۸ با شماره ثبت ۱۹۳۱ به عنوان یکی از آثار ملی ایران به ثبت رسیده‌است. 

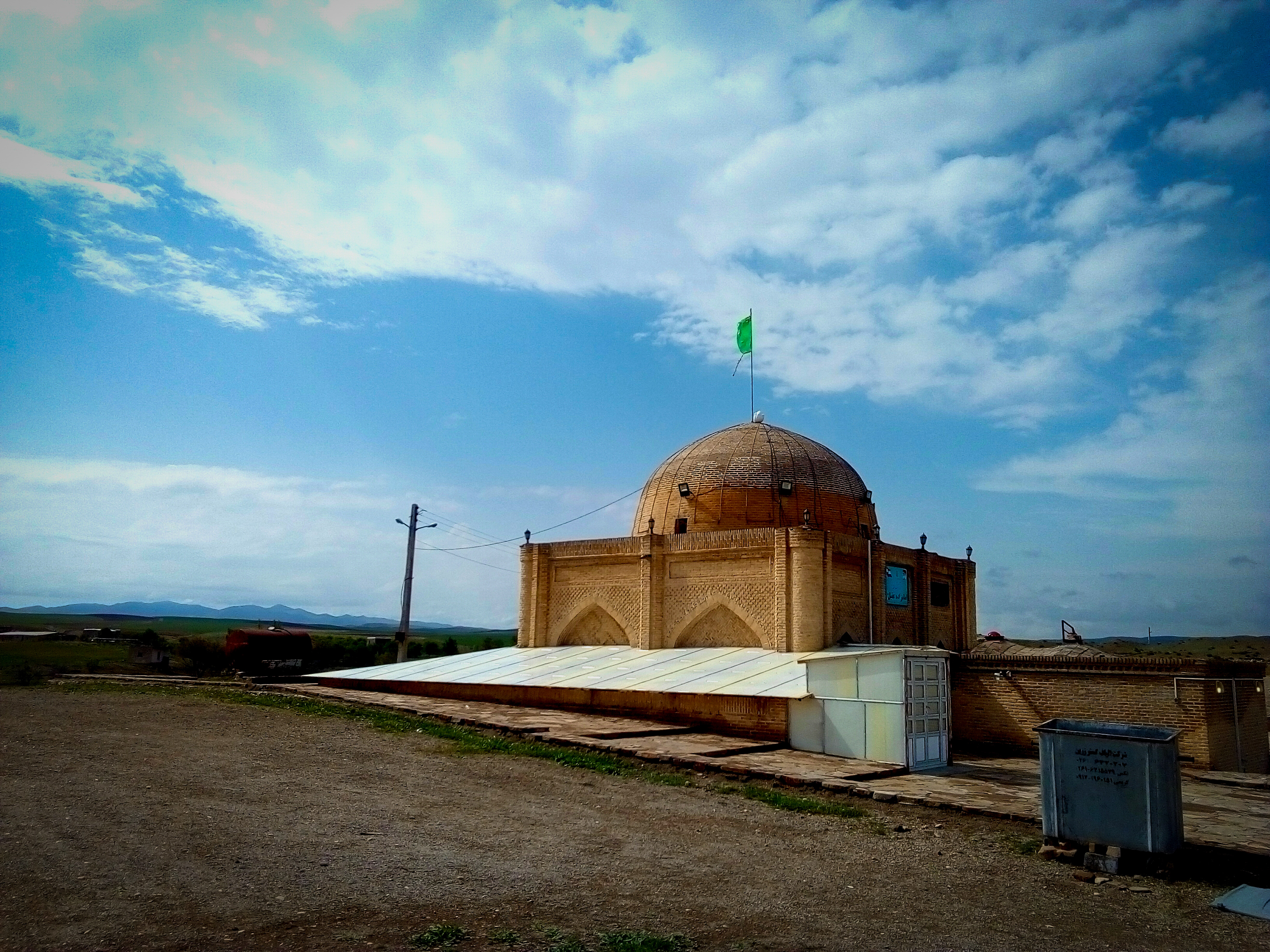
امام زاده عقیل شهر یاسوکند عکاس: پیمان خدادادیان

۲-قلعه قمچقا مربوط به هزاره سوم قبل از میلاد که در روستای قمچقای واقع شده‌است. این بنا در تاریخ ۱۳۶۵/۸/۴با شماره ثبت ۱۷۲۱ به عوان یکی از آثار ملی ایران به ثبت رسیده‌است. این بنا با شهر یاسوکند ۲۱ کیلومتر فاصله دارد.

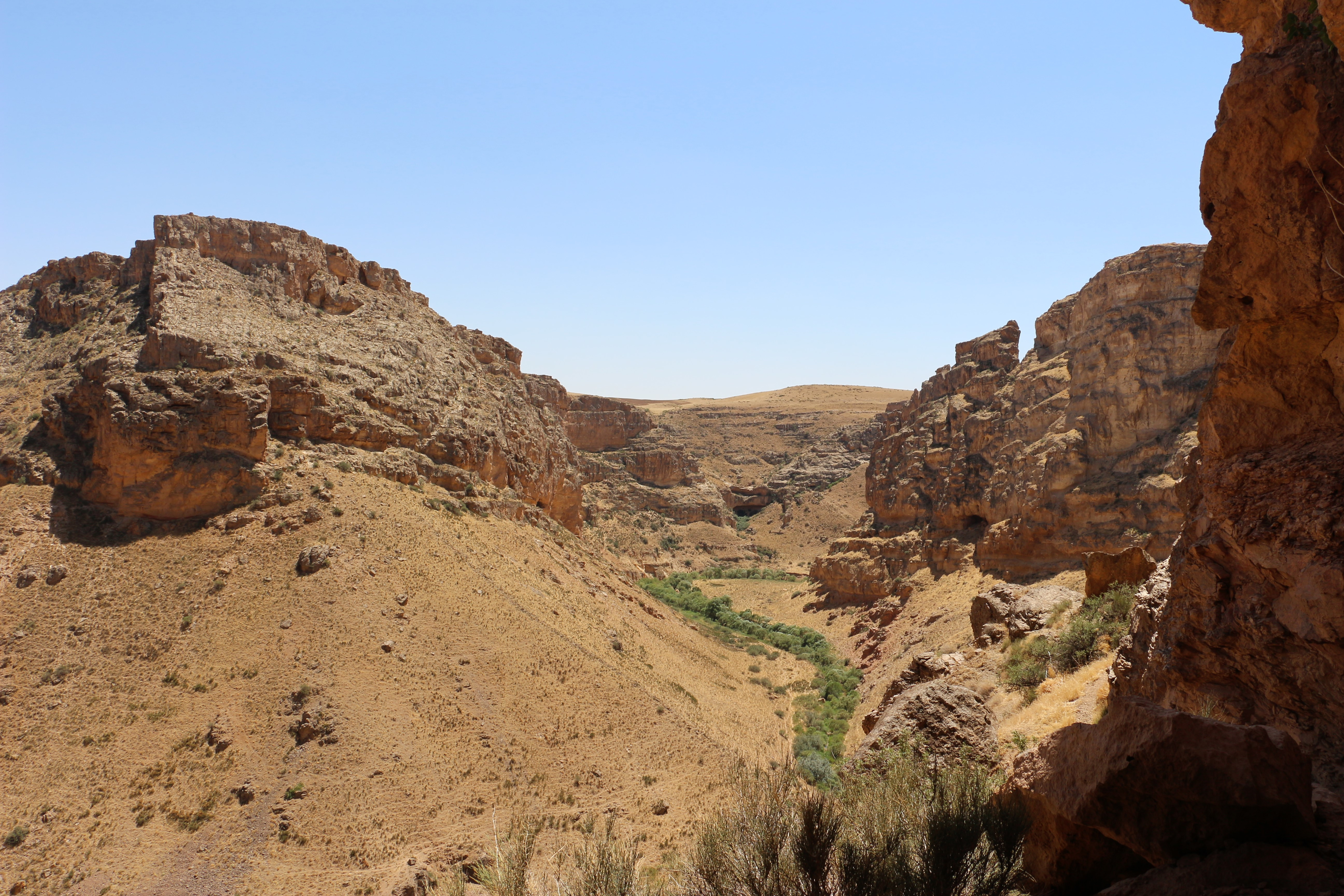
قلعه قمچقای

۳_حمام قدیمی شهر حسن‌آباد یاسوکند که مربوط به اواسط قاجار می‌باشد و در محله امیرآباد (یکی از محله‌های قدیمی و باصفای یاسوکند) واقع است. این بنا در تاریخ ۱۳۸۳/۱۲/۲۴ به شماره ثبت ۱۱۷۶۰ به عنوان یکی از آثار ملی ایران به ثبت رسیده‌است. 

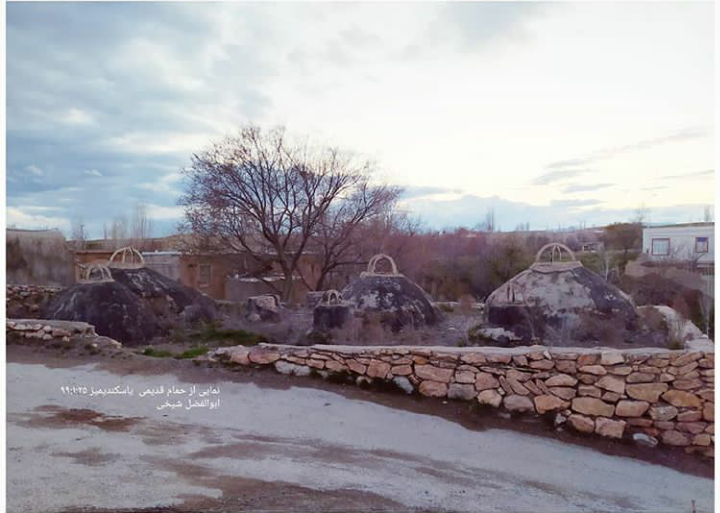
حمام تاریخی شهر حسن‌آباد یاسوکند

۴_گنبد زیبای سنگی اوچ گنبد خان که مربوط به دوره صفوی می‌باشد و در روستای اوچگنبدخان واقع شده‌است. این اثر در تاریخ ۱۳۸۰/۱۲/۱۹ با شماره ثبت ۵۰۸۲ به عنوان یکی از آثار ملی ایران به ثبت رسیده‌است.
۵_برج تاریخی ینگی ارخ که مربوط به دوره صفوی می‌باشد و در روستای ینگی ارخ واقع شده که این اثر در تاریخ ۱۳۸۰/۱۲/۱۹ با شماره ثبت ۵۰۸۱ به عنوان یکی از آثار ملی ایران به ثبت رسیده‌است. این با شهر یاسوکند ۳۲ کیلومتر فاصله دارد.

## صنایع دستی و سوغات
معروف‌ترین سوغاتی یاسوکند انگور و محصولات حاصل از آن نظیر کشمش، شیره انگور و مویز می‌باشد. همچنین صنایع دستی یاسوکند عبارت انداز:
- گلیم
- جاجیم
- جوراب

## سیاست
بخشداری
یاسوکند به عنوان مرکز بخش کرانی میزبان نهاد بخشداری می‌باشد؛ که مهم‌ترین نهاد دولتی در منطقه بشمار می‌آید. ساختمان این نهاد در ابتدای بلوار معلم قرار دارد. در تاریخ ۱۳۶۸/۱۱/۱۹ بخشداری یاسوکند توسط استاندار وقت استان کردستان به اتفاق آقای محمود نیازی نماینده وقت بیجار و یاسوکند در مجلس شورای اسلامی افتتاح گردید و آقای علی شهبازی که در آن وقت دهدار یاسوکند بود به سمت بخشدار معرفی و مشغول بکار گردید. در حال حاضر مهندس عباس نباتی مسئولیت بخشداری کرانی را بر عهده دارد.
شهرداری
وظیفه امور جاری شهر ازجمله نظارت بر ساخت و سازهای شهری، توسعه شهری و حمل و نقل شهری بر عهده شهرداری یاسوکند به ریاست شهردار این شهر می‌باشد. شهردار یاسوکند به صورت دوره‌ای توسط شورای شهر این شهر که توسط رأی مستقیم شهروندان یاسوکند انتخاب می‌شوند منصوب می‌شود. ساختمان شهرداری در حال ساخت می‌باشد که در خیابان چهار باغ واقع می‌باشد. در سال ۱۳۷۲ همزمان با تأسیس شهرداری یاسوکند علی اوسط کبودوند به عنوان اولین شهردار یاسوکند و به مدت چهار سال عهده‌دار مسئولیت شهرداری یاسوکند شد.

## اماکن تفریحی
پارک‌ها

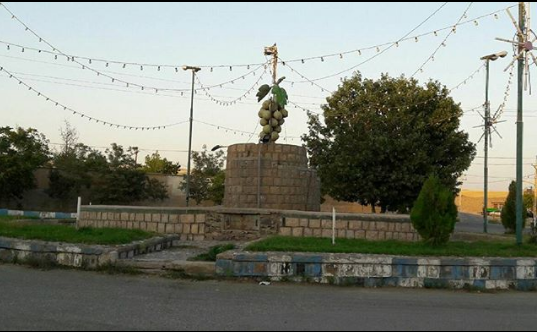
میدان انگور

یاسوکند دارای ۳ پارک فعال می‌باشد که بزرگ‌ترین آن‌ها پارک چهار باغ واقع در خیابان چهار باغ می‌باشد.

## آموزش
عمومی
میرزا حمدالله شریفی مکتبدار سال‌های ۱۳۰۵ لغایت ۱۳۲۸ تنها مکتبی بود که دانش آموزان مدرسه حکمت سوکند آن زمان در مدت سه ماه تعطیلی مدرسه در نزد ایشان تعلیم امور دینی و خط درشت (نستعلیق) می‌آموختند لذا در این بین شکوفه شریفی بنیانگذار اولین مدرسه دخترانه به نام رضوان در یاسوکند نیز با عموی خود به‌طور نوبتی مکتب را اداره می‌کردند. در سال ۱۳۲۶ از طرف اداره فرهنگ گروس تمام مکتبخانه‌ها در حوزه فرمانداری گروس تعطیل گردید ولی با اعتراض مردم نسبت به تعطیلی مکتبخانه این موضوع مورد بررسی قرار گرفت و سپس دستورات امتحان از مرحوم شکوفه شریفی صلدر گردید و پس از اخذ مدرک تحصیلی و استخدام در اداره فرهنگ مدرسه دخترانه به نام رضوان برای اولین بار به مدیریت شکوفه شریفی تأسیس شد و بدین وسیله شکوفه شریفی در آن شاغل گردید و با اجازه ادراه فرهنگ میرزا حمدالله نیز به کار خود ادامه داد. در سال ۱۳۲۹ مرحوم شکوفه شریفی به علت بیماری سل و در تهران دار فانی را وداع گفته و بدیدار معبود شتافت. پیکر ایشان نیز در حیاط امام زاده حسن دفن گردید.
بعدها علاوه بر مدسه حکمت (ابتدایی پسرانه) و رضوان (ابتدایی دخترانه) مدرسه راهنمایی به نام بزرگمهر نیز تأسیس شد که هم‌اکنون محل این مدرسه تبدیل به پژوهشسرا شده‌است. در حال حاضر در شهر حسن‌آباد یاسوکند دو عدد مدرسه ابتدایی به نام‌های تراب شعبانی (پسرانه)، عدالت (دخترانه)، سه عدد مدرسه متوسطه اول به نام‌های باهنر (شبانه‌روزی پسرانه)، سمیه (روزانه دخترانه)، کوثر (شبانه‌روزی دخترانه)، چهارعدد مدرسه متوسطه دوم به نام‌های شیخ فضل‌الله نوری (شبانه‌روزی پسرانه)، زینبیه (شبانه‌روزی دخترانه) و هنرستان‌های کاووش (پسرانه) و نرجس (دخترانه) که محل هنرستان نرجس و زینبیه در یک مکان می‌باشد.
همزمان با تبدیل شدن یاسوکند به شهر اداره آموزش و پرورش کرانی نیز از حالت نمایندگی خارج و بصورت مستقل درآمد.

## صنایع
با توجه به وجود معادن غنی سنگ آهن در منطقه شهر یاسوکند به یکی از قطب‌های صنعتی استان کردستان و بویژه در زمینه صنایع فولادی تبدیل شده‌است.
از جمله واحدهای معدنی و صنعتی موجود می‌توان به موارد زیر اشاره نمود:
- معدن سنگ آهن صبانور واحد شهرک
- معدن سنگ آهن کیمیا معدن سپاهان
- معدن سنگ آهن زرین معدن قراکند
- واحد کنسانتره آهن صبانور
- واحد کنساتره آهن کیمیا معدن
- واحد کنسانتره فولاد کردستان
- واحد گندله سازی صبا امید (درحال احداث)

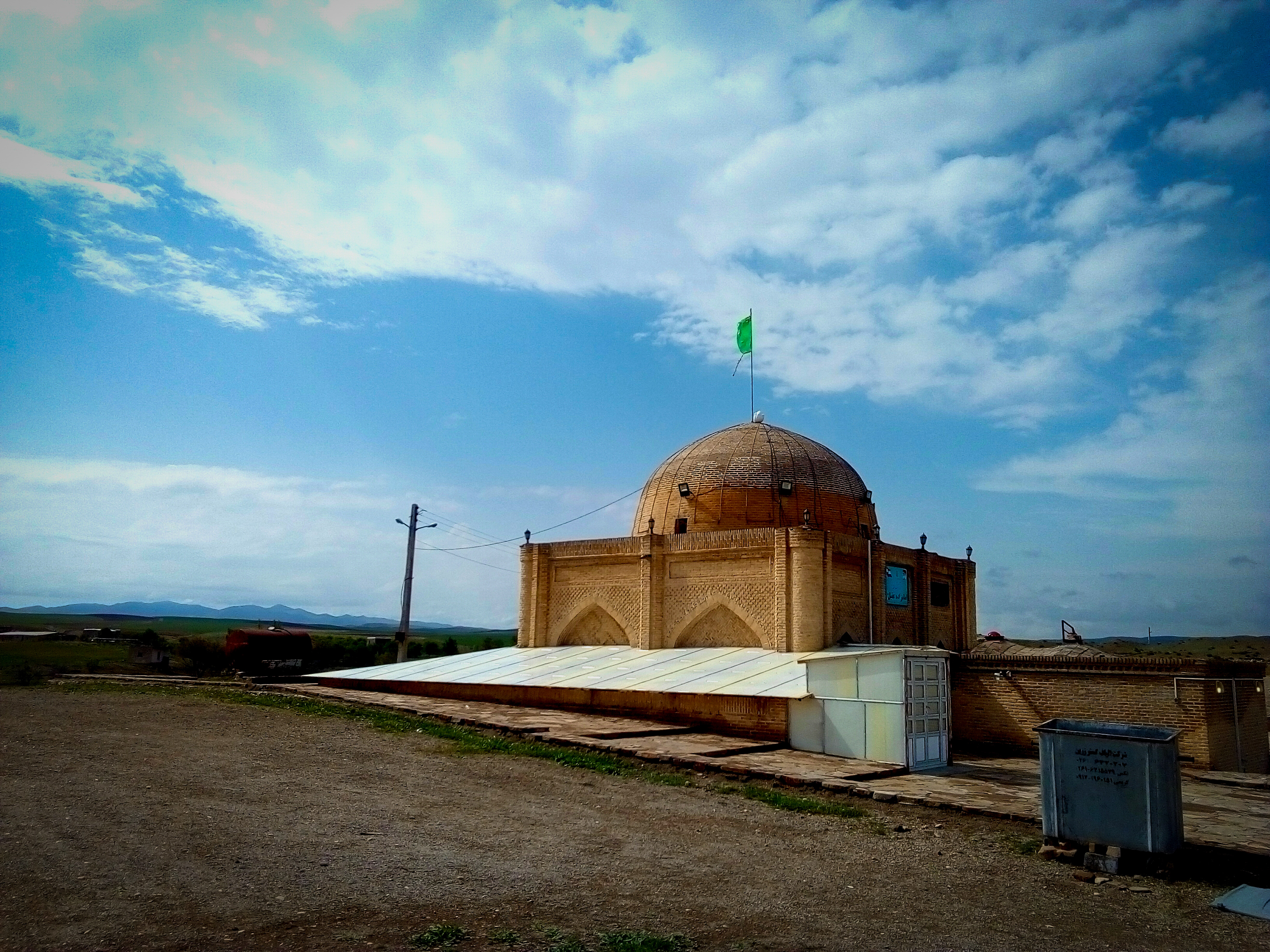

- واحدهای تولید مرغ گوشتی
- کارگاه تولید سیم ترمز و کلاچ